# Nationaal park van Al Hoceima
Het Nationaal park van Al Hoceima (Arabisch: المنتزه الوطني للحسيمة, Afrag Anamur n Lhusima,  Atlas-Tamazight: ⴰⴼⵔⴰⴳ ⴰⵏⴰⵎⵓⵔ ⵏ ⵜⴰⵖⵣⵓⵜ Afrag Anamur n Taɣzut) is een nationaal park gelegen buiten de stad Al Hoceima in Marokko. Het park heeft een oppervlakte van 484,6 km², waarvan 196 km² zee. Het park werd aangelegd in 2004 en wordt beheerd door het Haut-Commissariat des eaux et forêts et de la lutte contre la désertification.

## Ligging
Het Nationaal park van Al Hoceima wordt in het noorden begrensd door de Mediterrane kust op 50 km en in het zuiden door de National Route 16 en herbergt enkele van de meest ongerepte kustplaatsen aan de noordkust van Marokko, evenals hoge kliffen en een bergachtig binnenland. Het park heeft een oppervlakte van 484,6 km², waaronder een deel (284 km²), gelegen in het rifgebergte, en een groot gedeelte zee (196 km²). Het park ligt gedeltelijk op het grondgebied van vijf gemeenten, van west naar oost, Bni Boufrah, Senada, Rouadi en Izemmouren (tussen Bni Gmil en Al Hoceima), evenals Ait Kamara, ten zuiden van de Izemmouren. Het park wordt gekenmerkt door hoge kalkstenen kliffen en een wilde rotskust die in de loop der jaren weinig is geëxploiteerd.

## Flora
Er zijn 110 soorten planten waargenomen in het nationale park. Onder de aanwezige bomen zijn de barbarijse thuya, de Aleppoden, de mastiekboom, de wilde olijf, de johannesbroodboom, de hulsteik, de groene eik, de Europese dwergpalm en de jujube. Tussen de kliffen en rotsen zijn struiken en grassen, die een verscheidenheid aan habitats voor dieren in het wild bieden.
Het mariene gedeelte wordt beïnvloed door zowel de Middellandse Zee als de Atlantische Oceaan en wordt gedomineerd door bossen van Cystoseira sp., Saccorhiza polyschides, Laminaria ochroleuca, Laminaria rodreguizii, Phyllariopsis purpurascens en Phyllariopsis brevipes, met 264 geregistreerde soorten zeewier.

## Fauna
Onder de vele soorten zeevogels bevindt zich een grote kolonie visarenden. In de wateren van de Middellandse Zee leven drie soorten dolfijnen: de gewone dolfijn, de tuimelaar en de gestreepte dolfijn. De zeegrotten bieden soms onderdak aan de bedreigde mediterrane monniksrobben. De onechte karetschildpad, de lederschildpad en de soepschildpad voeden zich in het gebied en er zijn hier meer dan honderd vissoorten waargenomen, evenals de zeldzame Patella ferruginea.